# Марковський момент часу
Момент зупину або марковський момент часу в теорії випадкових процесів — це випадкова величина, яка не залежить від майбутнього розглянутого випадкового процесу.

## Дискретний випадок

### Визначення
Нехай дана послідовність випадкових величин {\displaystyle \{Y_{n}\}_{n\geq 0}}. Тоді випадкова величина {\displaystyle \tau } називається марковським моментом (часу), якщо для будь-якого {\displaystyle n\geq 0} подія {\displaystyle \{\tau \leq n\}} залежить тільки від випадкових величин {\displaystyle Y_{0},\ldots ,Y_{n}}. 

### Приклад
нехай {\displaystyle \{Y_{n}\}_{n\geq 0}} — послідовність незалежних нормальних випадкових величин. Нехай {\displaystyle L\in \mathbb {R} }, і
{\displaystyle \tau =\inf\{n\geq 0\mid Y_{n}\geq L\}}
— момент першого досягнення процесом {\displaystyle \{Y_{n}\}} рівня {\displaystyle L}. Тоді {\displaystyle \tau } - марковський момент, бо {\displaystyle \tau \leq n} тоді і тільки тоді, коли існує {\displaystyle i\in \mathbb {N} ,\;0\leq i\leq n} таке, що {\displaystyle Y_{i}\geq L}. Таким чином подія {\displaystyle \{\tau \leq n\}} залежить лише від поведінки процесу до моменту часу {\displaystyle n}.
Нехай тепер
{\displaystyle \sigma =\sup\{n\geq 0\mid Y_{n}\geq L\}}
— момент останнього досягнення процесом {\displaystyle \{Y_{n}\}} рівня {\displaystyle L}. Тоді {\displaystyle \sigma } не є марковським моментом, бо подія {\displaystyle \{\sigma \leq n\}} передбачає знання поведінки процесу в майбутньому.

## Загальний випадок

### Визначення
- Нехай дано ймовірнісний простір {\displaystyle (\Omega ,{\mathcal {F}},\mathbb {P} )} з фільтрацією {\displaystyle \{{\mathcal {F}}_{t}\}_{t\in T}}, де {\displaystyle T\subset [0,\infty )}. Тоді випадкова величина {\displaystyle \tau }, яка приймає значення в {\displaystyle T\cup \{\infty \}} називається марковським моментом відносно даної фільтрації, якщо {\displaystyle \{\tau \leq t\}\in {\mathcal {F}}_{t},\quad \forall t\in T}.

- Якщо дано процес {\displaystyle \{X_{t}\}_{t\in T}}, і {\displaystyle {\mathcal {F}}_{t}=\sigma (X_{s}\mid s\leq t)} - його природні σ-алгебри, то кажуть, що {\displaystyle \tau } — марковський момент відносно процесу {\displaystyle \{X_{t}\}}.

- Марковський момент називається моментом зупинки, якщо він скінченний майже напевно, тобто:{\displaystyle \mathbb {P} (\tau <\infty )=1}.

### Властивості
Якщо {\displaystyle \tau } і {\displaystyle \sigma } — марковські моменти, то
- {\displaystyle \tau +\sigma } — марковський момент;
- {\displaystyle \tau \wedge \sigma \equiv \min(\tau ,\sigma )} — марковський момент;
- {\displaystyle \tau \vee \sigma \equiv \max(\tau ,\sigma )} — марковський момент.

### Зауваження
Момент зупинки може не мати скінченного математичного сподівання.

### Приклад
Нехай {\displaystyle \{W_{t}\}_{t\geq 0}} — стандартний вінерівський процес. Нехай {\displaystyle \alpha >0}. Визначимо 
{\displaystyle \tau =\inf\{t\geq 0\mid W_{t}\geq \alpha \}}.
Тоді {\displaystyle \tau } — марковський момент, який має розподіл, що задається щільністю ймовірності
{\displaystyle f_{\tau }(t)={\frac {\alpha }{\sqrt {2\pi t^{3}}}}e^{-{\frac {\alpha ^{2}}{2t}}},\quad t\geq 0}.
Зокрема {\displaystyle \tau } — момент зупинки. Проте,
{\displaystyle \mathbb {E} \tau =\infty }.

## Контрприклад
Розглянемо пацюка у відкритому лабіринті, в якому пацюк зрештою виходить на свободу і ніколи вже не повертається в лабіринт. Припустимо, що пацюк стартує у комірці 1; {\displaystyle X_{0}=1.} Нехай {\displaystyle \tau } позначає час коли пацюк відвідав комірку 1 востаннє перед тим як покинути лабіринт: {\displaystyle \tau ={\mbox{max}}\{n\geq 0:X_{n}=1\}.}
Очевидно, що ви мусимо знати майбутнє, щоб визначити цей час.